# ムサアブ・ホドル
ムサアブ・ホドル（Musab Kheder、1993年1月1日 - ）は、スーダン・ハルツーム出身のサッカー選手。アル・サッド所属。カタール代表。ポジションはDF。

## 経歴
2013-14シーズンのカタール・スターズリーグ第15節アル・アハリ・ドーハ戦で初出場を果たした。同シーズンは6試合に出場し、翌シーズンは更に出場機会を伸ばした。
2017年1月、アル・ラーヤンSCに期限付き移籍した。期限付き移籍終了後はアル・サッドに復帰した。

### 代表
2017年3月29日、アゼルバイジャン代表との親善試合で、ロドリゴ・タバタとの交代で代表初出場を果たした。
2022年11月、2022 FIFAワールドカップを戦うA代表26人の一人に召集された。

## 代表歴

### 出場大会
- カタール代表
  - 2022 FIFAワールドカップ

### 試合数
- 国際Aマッチ 38試合 0得点（2017年-）[4]

| カタール代表 | 国際Aマッチ | 国際Aマッチ |
| 年           | 出場        | 得点        |
| ------------ | ----------- | ----------- |
| 2017         | 10          | 0           |
| 2018         | 0           | 0           |
| 2019         | 4           | 0           |
| 2020         | 2           | 0           |
| 2021         | 12          | 0           |
| 2022         | 4           | 0           |
| 2023         | 6           | 0           |
| 通算         | 38          | 0           |